# Día de la Independencia de Brasil
El Día de la Independencia (también llamado Día de la Independencia de Brasil, Siete de septiembre y Día de la Patria) es una fiesta nacional brasileña que se celebra el 7 de septiembre de cada año. La fecha conmemora la Declaración de Independencia de Brasil respecto del Imperio portugués el 7 de septiembre de 1822.

## Origen
En 1808, las tropas francesas comandadas por el emperador Napoleón Bonaparte invadieron Portugal como represalia contra el país ibérico por su negativa a participar en el embargo comercial al Reino Unido . Huyendo de la persecución, la Familia Real portuguesa trasladó la corte de Lisboa a Río de Janeiro, entonces capital del Brasil colonial . En 1815, el príncipe regente Juan VI creó el Reino Unido de Portugal, Brasil y Algarves, elevando a Brasil a la categoría de reino subordinado a Portugal, aumentando así la autonomía de Brasil dentro del ya mencionado Reino.
En 1820, se dio un golpe de Estado en Portugal, lo cual forzó el regreso de la mayor parte de la familia real a la península. Ello no obstante, el heredero de Juan VI, el príncipe Pedro de Alcántara, permaneció en Brasil.
Pernambuco fue la primera provincia brasileña que se separó de Portugal. El 29 de agosto de 1821 comenzaron las andaduras de un movimiento armado contrario al gobierno colonial del capitán general Luís do Rego Barreto, movimiento que llevaría a la formación de la Junta de Goiana, que más tarde saldría victoriosa y lograría la rendición de las tropas portuguesas, que capitularían el 5 de octubre del mismo año, durante la Convención de Beberibe, por la cual el ejército portugués fue expulsado de Pernambuco. El Movimiento Constitucionalista de 1821 es considerado el primer episodio de la Independencia brasileña.
También en 1821, la Asamblea Legislativa portuguesa determinó que Brasil regresaría a su anterior condición de subordinación, es decir, perdería bastante autonomía, así como el retorno inmediato del príncipe heredero al trono portugués a la península. Don Pedro, influenciado por el Senado de la Cámara de Río de Janeiro, se negó a regresar el 9 de enero de 1822, fecha que pasaría a ser conocida como el Día de Fico.

El príncipe Pedro declarando la Independencia de Brasil el 7 de septiembre de 1822, según el cuadro de Pedro Américo "Independência ou Morte" (1888).

El 2 de junio de 1822, Don Pedro I convocó la primera Asamblea Constituyente brasileña. El 1 de agosto declaró enemigas a las tropas portuguesas que desembarcasen en Brasil y, días después, firmó el Manifiesto a las Naciones Amigas, justificando la ruptura de relaciones con la corte de Lisboa y reafirmando la independencia del país, como reino hermano de Portugal.
El 2 de septiembre de 1822, llegó a Río de Janeiro un nuevo decreto con exigencias portuguesas, ello mientras Don Pedro viajaba hacia São Paulo. Su esposa, la princesa María Leopoldina, ejerciendo sus funciones como princesa regente, se reunió con el Consejo de Ministros y decidió enviar a su marido una carta aconsejándole que declarara la independencia de Brasil. La carta llegó a Don Pedro el 7 de septiembre. El mismo día, en una famosa escena a orillas del Riacho Ipiranga, declaró la independencia de Brasil, poniendo fin a 322 años de dominio colonial ejercido por Portugal . Según el investigador Laurentino Gomes, autor de un libro sobre el suceso, D. Pedro "no pudo esperar a llegar a São Paulo, donde podría anunciar la decisión". Gomes añade que "era un hombre atrevido en sus decisiones, pero también era el líder Brasil necesitaba en ese momento, ya que no había tiempo para pensar".
Un mes después, el 12 de octubre de 1822, Don Pedro fue proclamado emperador y, el 1 de diciembre, fue coronado por el obispo de Río de Janeiro, y recibió el título de Don Pedro I de Brasil. Las provincias de Bahía, Maranhão y Pará, que tenía juntas gobernantes de mayoría portuguesa, no reconocieron la independencia hasta 1823, tras multitud de conflictos entre la población local y los soldados portugueses.
A principios de 1823, se celebraron elecciones para la Asamblea Constituyente, la cual redactaría y aprobaría la Carta constitucional del Imperio de Brasil, aunque, a causa de divergencias con el pensamiento de Don Pedro, la Asamblea fue rápidamente disuelta. La 1.ª Constitución brasileña fue redactada en aquel entonces por el Consejo de Ministros y otorgada por el emperador el 20 de marzo de 1824. Con la Constitución vigente se logró finalmente la separación entre la colonia y la metrópoli. Sin embargo, la independencia sólo fue reconocida por Portugal en 1825, con la firma del Tratado de Paz y Alianza entre Portugal y Brasil, por D. Juan VI.

## Legislación
- El diputado federal por la Liga Electoral Católica (LEC), Luís Cavalcante Sucupira, nacido en Fortaleza, Ceará, presentó a la Cámara de Diputados, en septiembre de 1934, un proyecto de ley que establecería el 7 de septiembre como Día de la Patria. Aprobado por unanimidad, se transformó en Decreto n.º 7 del 20 de noviembre de 1934.[7]
- La ley federal número 662, publicada el 7 de abril de 1949, convirtió el Día de la Independencia en fiesta nacional.[8][9]
- La ley federal número 5.571, publicada el 26 de noviembre de 1969, estableció el protocolo para las celebraciones del Día de la Independencia.[10]

## Celebraciones

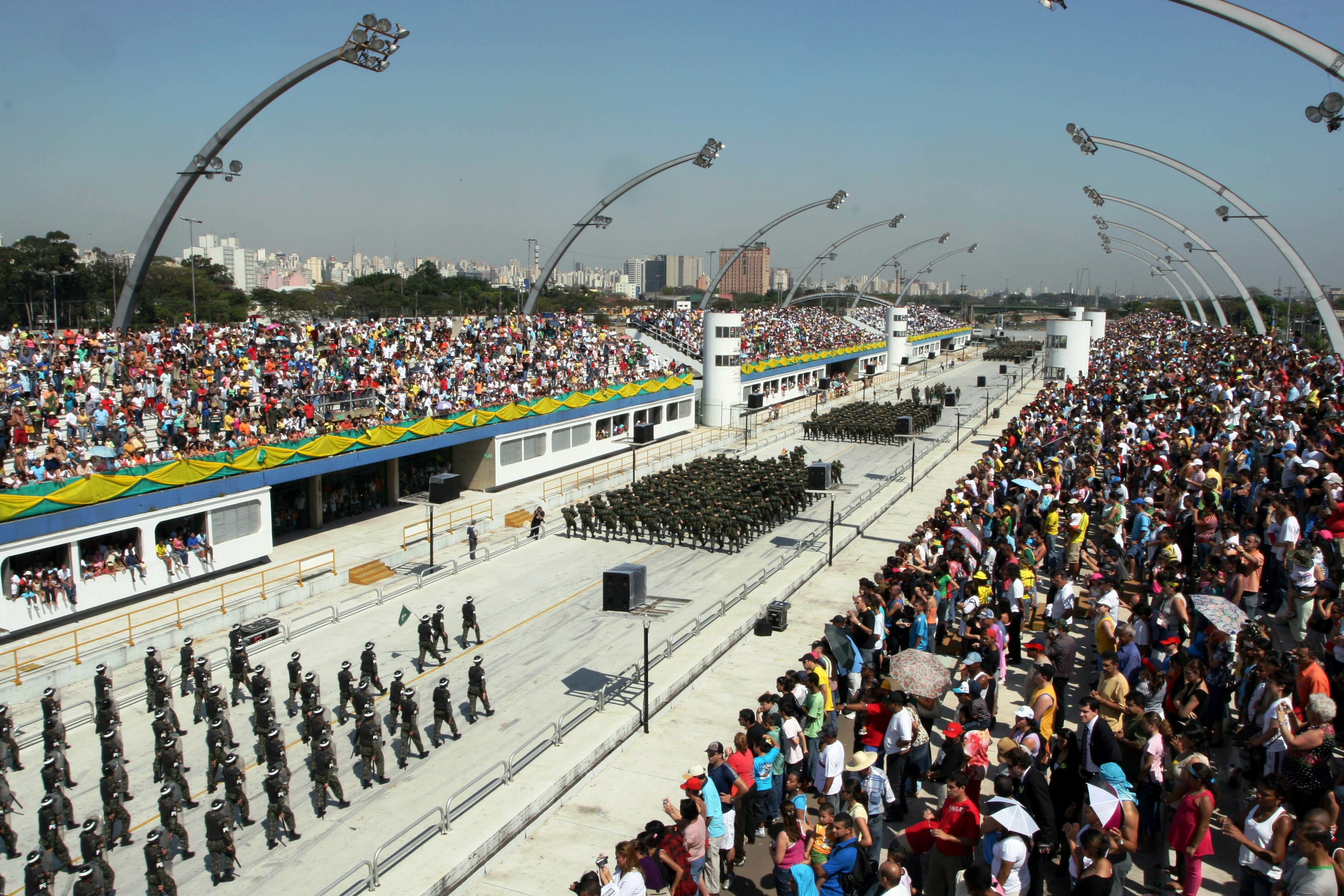
Desfile en el Sambódromo de Anhembi en São Paulo

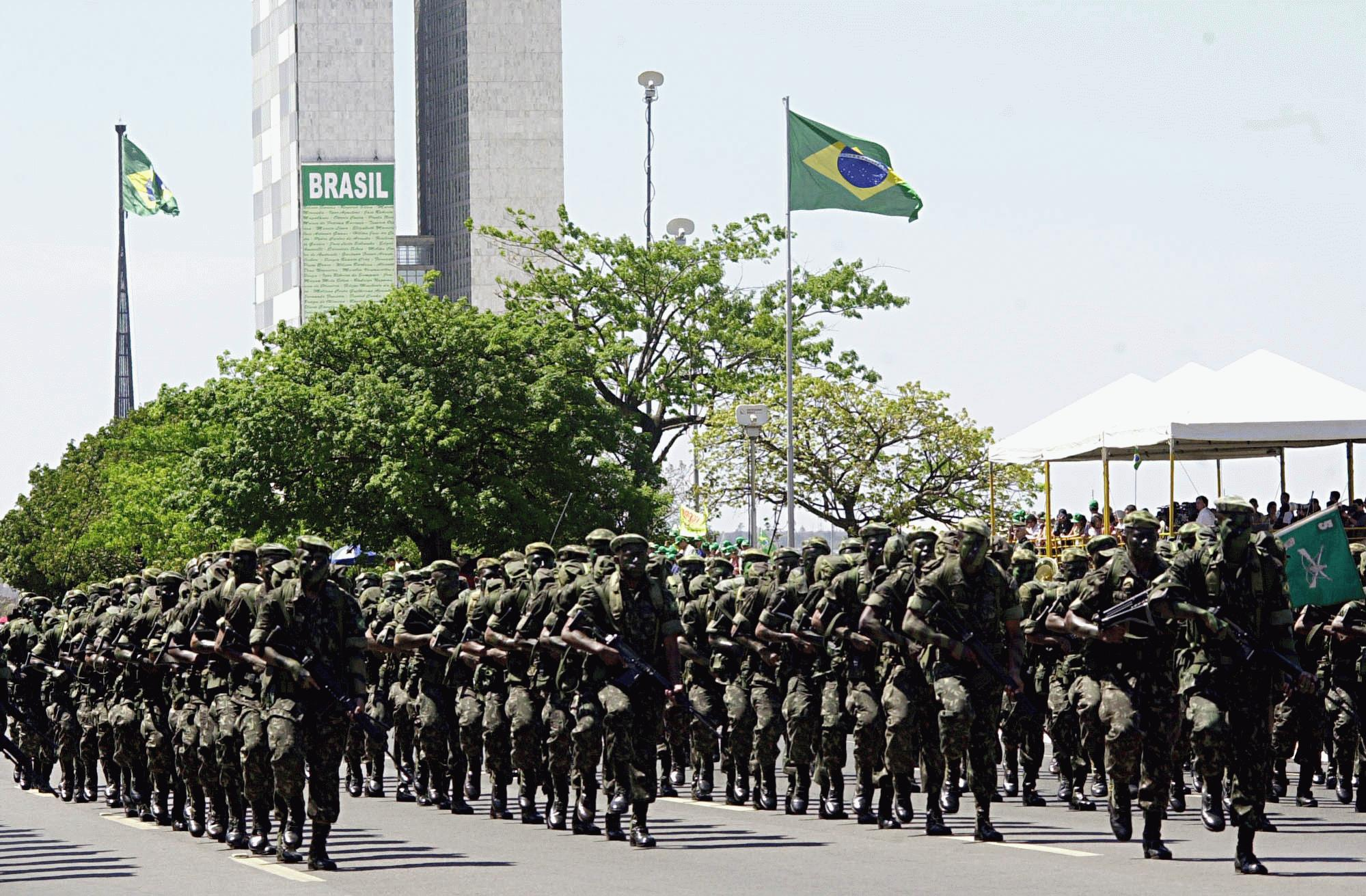
Soldados del ejército en el Eje Monumental, en Brasilia.

### En Brasil
El Día de la Independencia está caracterizado por los desfiles patrióticos realizados en la mayoría de las ciudades brasileñas. El más famoso de ellos tiene lugar en Brasilia, en el Eje Monumental, con la presencia del Presidente de la República, que saluda a las tropas.
Desfiles similares se realizan en todas las capitales estatales, con la presencia de los respectivos gobernadores, y en varias otras ciudades del país.

### En el exterior
En Nueva York, Estados Unidos, se realiza cada año el evento del Brazilian Day para celebrar el Día de la Independencia de Brasil. El punto central del evento es un espectáculo que ya contó con la participación de varios artistas famosos, como Daniela Mercury, Ivete Sangalo, Chitãozinho & Xororó, Skank, Sandy & Junior, Cláudia Leitte y Banda Calypso . En 2008, el evento reunió a alrededor de un millón y medio de espectadores, según estimaciones de la policía local .
En 2015, la cantante Paula Fernandes fue elegida para el espectáculo inaugural del evento, y en 2012 la cantante fue la principal atracción de la edición del evento en Lisboa.
El Grupo Globo patrocina el evento y lo transmite en directo en Brasil y más de 115 países a través de Globo Internacional . En 2003, el Día del Brasil se expandió a otras ciudades, como Toronto, Tokio, Londres, e incluso Luanda.
Eventos similares ocurren en Deerfield Beach, Florida, San Diego y Los Ángeles, California.